# جودبيرج كوبر
جودبيرج كوبر (مواليد 20 أغسطس 1997، لاعب كرة قدم إيطالي يجيد اللعب كمهاجم يلعب حالياً مع نادي الحمرية.